# 小行星7863
小行星7863（7863 Turnbull），天文學臨時編號1981 VK，是一顆位於小行星帶的小行星，由美國羅威爾天文台安德森台地分台的天文學家布萊恩·A.·史基福發現於1981年11月2日。以美國天文學家瑪格麗特·杜布爾命名。

## 外部連結
- JPL Small-Body Database Browser on 7863 Turnbull （页面存档备份，存于）

| 前一小行星： 7862 Keikonakamura | 小行星列表 | 後一小行星： (7864) 1982 EE |